# Hannes Sieberer
Hannes Sieberer (* 1951 in Schwaz) ist ein österreichischer ehemaliger US-Agent in der DDR und war nach seiner Enttarnung Bautzen-Häftling.

## Leben
Hannes Sieberer war von 1976 bis 1982 unter dem Decknamen „Kurt Klepp“ Agentenführer des US-Geheimdienstes Military Intelligence (MI) mit Einsatz in der DDR. 1982 wurde er verhaftet und wegen Spionage im besonders schweren Fall zu 15 Jahren Haft verurteilt, 1985 jedoch ausgetauscht. Später studierte er Politikwissenschaft an der Universität Innsbruck, wo er 1990 bei Zdeněk Mlynář mit der Arbeit Nachrichtendienste in den internationalen Beziehungen promoviert wurde.
Sieberer wurde Politikberater, parlamentarischer Mitarbeiter und Referent im Staatssekretariat des Sozialministeriums. Er leitet eine Familien- und Männerberatungsstelle.

## Veröffentlichungen (Auswahl)
Als Autor
- Über die „psychologische Kriegsführung“ der Geheimdienste oder „der Kampf um den Verstand und den Willen der Menschen.“ In: Internationale Zeitschrift für Sozialpsychologie und Gruppendynamik, Jg. 34/Heft 119, Wien 2009 (Fachzeitschriften-Aufsatz).

Als Co-Autor
- mit: Herbert Kierstein: Verheizt und vergessen. Ein US-Agent und die DDR-Spionageabwehr. Edition Ost, Berlin 2005, ISBN 3-360-01065-5.[2][3]

Als Herausgeber und Mit-Autor
- Als Agent hinterm Eisernen Vorhang. Fünf West-Spione über ihre DDR-Erfahrungen. edition Ost, Berlin 2008, ISBN 978-3-360-01092-6 (mit Beiträgen von Hannes Sieberer, Eberhard Fätkenheuer, Erol Turhan Ünsalsudan, Gerhard Tietz und Heinz Jonsek sowie in den Anlagen von Milton Bearden, Ex-CIA-Station Chief in Bonn und Rainer Rupp).[4]